# Liste der denkmalgeschützten Objekte in Zistersdorf
Die Liste der denkmalgeschützten Objekte in Zistersdorf enthält die 33 denkmalgeschützten, unbeweglichen Objekte der Gemeinde Zistersdorf.

## Denkmäler
| Foto  |                 | Denkmal                                                                             | Standort                                                          | Beschreibung | Metadaten |
| ----- | --------------- | ----------------------------------------------------------------------------------- | ----------------------------------------------------------------- | --- | --- |
| ja    | Datei hochladen | Ortskapelle Eichhorn HERIS-ID: 10551 Objekt-ID: 6610                                | bei Eichhorn 62 Standort KG: Eichhorn                             | Der schlichte Bau mit spätbarockem Kern und betonter Turmfassade wurde in der zweiten Hälfte des 19. Jahrhunderts verändert. Über dem spitzbogigen Portal ist ein Rosettenfenster zu sehen. An den leicht eingezogenen Chor schließt eine kleine Sakristei an. Das zweijochige Langhaus verfügt über ein Kreuzgratgewölbe zwischen Gurten auf flachen Wandpfeilern. Es ist durch einen rundbogigen Triumphbogen zu einem leicht erhöhten Chor mit geradem Schluss geöffnet. Zur Ausstattung zählen Wandmalereien, Tondi mit christologischen Symbolen, eine hölzerne Orgelempore von Ende des 19. Jahrhunderts sowie ein barockes Kruzifix aus dem 18. Jahrhundert. | BDA-Hist.: Q38073000 Status: § 2a Stand der BDA-Liste: 2025-06-30 Name: Ortskapelle Eichhorn GstNr.: 1167/45 Ortskapelle Eichhorn, Zistersdorf                                        |
| ja    | Datei hochladen | Kath. Filialkirche hl. Urban HERIS-ID: 10552 Objekt-ID: 6611                        | Gaiselberg 113 Standort KG: Gaiselberg                            | Die schlichte und moderne Kirche wurde von Karl Grabenweger 1949 anstelle einer Kapelle errichtet. Die dominierende Turmfassade ist von einem Rundbogenportal durchbrochen, das von Nischen mit Figuren des hl. Urban und eines weiteren männlichen Heiligen flankiert wird. Der hohe Turm hat gekuppelte Schallfenster und wird von einem Pyramidenhelm bekrönt. Das rechteckige Langhaus verfügt über hohe Rundbogenfenster. Der Innenraum hat eine flache Holzdecke und in der ovalen Apsis dekorative Glasfenster. Über dem Altar ist ein Kruzifix aus dem 18. Jahrhundert angebracht. Der schlichte neugotische Altar in der Vorhalle stammt aus der ehemaligen Kapelle und wurde Ende des 19. Jahrhunderts angefertigt. | BDA-Hist.: Q38073026 Status: § 2a Stand der BDA-Liste: 2025-06-30 Name: Kath. Filialkirche hl. Urban GstNr.: 87 Filialkirche hl. Urban, Gaiselberg                                    |
| ja    | Datei hochladen | Ortskapelle Gösting HERIS-ID: 10553 Objekt-ID: 6612                                 | Gösting 92 Standort KG: Gösting                                   | Die frühhistoristische Dorfkirche mit dominierender, dreigeschoßiger Turmfassade und daran anschließendem Langhaus wurde im zweiten Viertel des 19. Jahrhunderts am westlichen Ende des Angers von Gösting erbaut. Die Fassaden haben Rundbogenstilgliederungen und Rundbogenfenster. Die Vorhalle ist kreuzgratgewölbt. Das Langhaus hat eine stuckierte Flachdecke über umlaufendem Gesims. Die dekorativen Glasfenster sind ein Werk des Jahres 1830. Zur weiteren Ausstattung zählen die in der Mitte des 19. Jahrhunderts angefertigten Kreuzwegbilder. | BDA-Hist.: Q38073035 Status: § 2a Stand der BDA-Liste: 2025-06-30 Name: Ortskapelle Gösting GstNr.: 1 Ortskapelle Gösting, Zistersdorf                                                |
| ja    | Datei hochladen | Kath. Pfarrkirche hl. Rosalia HERIS-ID: 10554 Objekt-ID: 6613                       | bei Großinzersdorf 1 Standort KG: Großinzersdorf                  | Die Pfarrkirche hl. Rosalia ist eine 1731–1733 erbaute, mächtige, weithin sichtbare Barockkirche, die erhöht im Nordwesten über dem Ort liegt. Das hohe Langhaus ist durch Pilaster gegliedert, hat hochliegende Segmentbogenfenster und ein reich profiliertes, umlaufendes Gesims. Die schlichte Westfassade verfügt über einen leicht einschwingenden, von einem kleinen Dreieck bekrönten Giebel und eine jüngere Vorhalle. Gegen Osten erhebt sich, dem wenig eingezogenen Rundchor angebaut, der steil aufragende, viergeschoßige Turm aus dem Jahr 1762 mit barockem Zwiebelhelm. Seine Fassade weist eine schlichte Gliederung mit Pilastern und Rundbogenfenstern auf. | BDA-Hist.: Q38073064 Status: § 2a Stand der BDA-Liste: 2025-06-30 Name: Kath. Pfarrkirche hl. Rosalia GstNr.: .124 Pfarrkirche Großinzersdorf                                         |
| ja    | Datei hochladen | Pfarrhof HERIS-ID: 11084 Objekt-ID: 7153                                            | Großinzersdorf 1 Standort KG: Großinzersdorf                      | Der Pfarrhof neben der Kirche ist ein spätbarocker eingeschoßiger Bau aus der zweiten Hälfte des 18. Jahrhunderts mit flachen Mittelrisalit mit kleinem Dreieckgiebel und einem mächtigen Walmdach. Die Fassade hat genutete Putzbänder und barocke, schmiedeeiserne Fensterkörbe. Die Räume sind zum Teil mit schlichten Stuckdecken ausgestattet. | BDA-Hist.: Q38088969 Status: § 2a Stand der BDA-Liste: 2025-06-30 Name: Pfarrhof GstNr.: .125 Pfarrhof Großinzersdorf, Gemeinde Zistersdorf                                           |
| ja    | Datei hochladen | Figurenbildstock hl. Johannes Nepomuk HERIS-ID: 10555 Objekt-ID: 6614               | bei Großinzersdorf 165 Standort KG: Großinzersdorf                | Die Figur des heiligen Johannes Nepomuk ruht auf einem Pfeiler mit Relief des Brückensturzes des Heiligen. | BDA-Hist.: Q38073105 Status: § 2a Stand der BDA-Liste: 2025-06-30 Name: Figurenbildstock hl. Johannes Nepomuk GstNr.: 3172/75                                                         |
| ja    | Datei hochladen | Bildstock HERIS-ID: 10556 Objekt-ID: 6615                                           | Standort KG: Großinzersdorf                                       | Der barocke Tabernakelbildstock stammt aus der ersten Hälfte des 19. Jahrhunderts. | BDA-Hist.: Q38073123 Status: § 2a Stand der BDA-Liste: 2025-06-30 Name: Bildstock GstNr.: 3334                                                                                        |
| ja    | Datei hochladen | Kath. Pfarrkirche hl. Wolfgang HERIS-ID: 10557 Objekt-ID: 6616                      | bei Kirchenstraße 35 Standort KG: Loidesthal                      | Die im Kern spätgotische Kirche des 15. Jahrhunderts wurde um 1700 wenig eingreifend barockisiert. Das hohe Langhaus hat eine schlichte Westfassade mit barockem Portalvorbau, über dem umlaufenden Gesims einen getreppten, zweigeschoßigen, strengen Volutengiebel mit Eckvase, kräftige Strebepfeiler, Lünettenfenster, südlich ein vermauertes barockes Portal, Volutenverdachung und eine freigelegte Eckquaderung. Der eingezogene Chor verfügt über Strebepfeiler und kleine Ovalfenster. Im Süden befindet sich ein gotisches Schulterbogenportal, das zum Teil vom dreigeschoßigen Turm überschnitten wird. Der Turm hat eine schlichte Putzbandgliederung, rundbogige Schallfenster und einen barocken Zwiebelhelm. | BDA-Hist.: Q38073132 Status: § 2a Stand der BDA-Liste: 2025-06-30 Name: Kath. Pfarrkirche hl. Wolfgang GstNr.: 329 Pfarrkirche hl. Wolfgang Loidesthal                                |
| ja    | Datei hochladen | Figurenbildstock hl. Johannes Nepomuk HERIS-ID: 10559 Objekt-ID: 6618               | bei Niedersulzerstraße 2 Standort KG: Loidesthal                  | Eine Figur des heiligen Johannes Nepomuk steht auf einem gemauerten Sockel im Westen von Loidesthal. | BDA-Hist.: Q38073143 Status: § 2a Stand der BDA-Liste: 2025-06-30 Name: Figurenbildstock hl. Johannes Nepomuk GstNr.: 570                                                             |
| ja    | Datei hochladen | Figurenbildstock hl. Johannes Nepomuk HERIS-ID: 10560 Objekt-ID: 6619               | gegenüber Maustrenk 56 Standort KG: Maustrenk                     | Die Nepomuk-Figur aus dem 18. Jahrhundert steht auf einem erneuerten Sockel. | BDA-Hist.: Q38073172 Status: § 2a Stand der BDA-Liste: 2025-06-30 Name: Figurenbildstock hl. Johannes Nepomuk GstNr.: 3931 Statue of John of Nepomuk in Maustrenk                     |
| ja    | Datei hochladen | Kath. Pfarrkirche hl. Georg HERIS-ID: 10561 Objekt-ID: 6620                         | bei Maustrenk 101 Standort KG: Maustrenk                          | Die Pfarrkirche hl. Georg ist ein schlichter Barockbau mit mittelalterlichem Kern. Das ursprünglich gotische Langhaus wurde in der zweiten Hälfte des 19. Jahrhunderts umgebaut. Der barocke Chor und der Südturm stammen aus der ersten Hälfte des 18. Jahrhunderts. Die strenge Westfassade ist durch Lünettenfenster und Dreieckgiebel gekennzeichnet. Das Langhaus hat kräftige Streben, Lünettenfenster und daran anschließend einen flachbogigen Chor. Im Süden erhebt sich ein zweigeschoßiger Turm mit Spitzhelm und im Norden ein jüngerer Sakristeianbau. | BDA-Hist.: Q38073191 Status: § 2a Stand der BDA-Liste: 2025-06-30 Name: Kath. Pfarrkirche hl. Georg GstNr.: 2 Pfarrkirche Maustrenk                                                   |
| ja    | Datei hochladen | Flur-/Wegkapelle HERIS-ID: 11081 Objekt-ID: 7150                                    | bei Maustrenk 179 Standort KG: Maustrenk                          | Die in spätbarockem Stil ausgeführte Wegkapelle im Norden von Maustrenk, ein gemauerter Bau mit Rundbogentor, profiliert aufgeputzten Faschen, hölzernem Altartisch und kleiner eckiger Apsis beherbergt einige polychrome Marien- und Madonnenbilder und eine dunkle Marmorplatte, die auf die Errichtung der Kapelle im Auftrag von Florian und Maria Zehetner durch den Mistelbacher Baumeister Ignaz Haring im Jahr 1913 verweist. Einige Teile der Kapelle, wie die verwitterten Sandsteinbekrönungen am Dach und der Kapellenaufbau dürften jedoch älter sein. | BDA-Hist.: Q38088951 Status: § 2a Stand der BDA-Liste: 2025-06-30 Name: Flur-/Wegkapelle GstNr.: 340/4                                                                                |
| ja    | Datei hochladen | Ortskapelle Verklärung Christi HERIS-ID: 10563 Objekt-ID: 6622                      | bei Windisch Baumgarten 77 Standort KG: Windisch Baumgarten       | Die Ortskapelle Verklärung Christi ist eine ursprünglich kleine Barockkapelle von 1726, die später einen langhausähnlichen Zubau erhielt, welcher 1977 durch einen schlichten, aber größeren Neubau mit Rundbogenfenstern, mächtigem Satteldach und kleinem Dachreiter ersetzt wurde. Westlich liegt der wesentlich schmälere, kreuzgratgewölbte Chor – die ehemalige Kapelle – mit geradem Schluss, Lisenengliederung und umlaufendem Gesims. Der Innenraum hat eine Kassettendecke aus Holz. Aus dem ersten Viertel des 18. Jahrhunderts stammen bemerkenswerte barocke Wandmalereien: An der geraden Altarwand ein gemalter Altar mit zentraler Darstellung der Maria Immaculata; in den Gewölbezwickeln die vier Evangelisten, von reichem Dekor gerahmt; in den Gewölbeanläufen Reste von Engeln. | BDA-Hist.: Q38073200 Status: § 2a Stand der BDA-Liste: 2025-06-30 Name: Ortskapelle Verklärung Christi GstNr.: 1 Ortskapelle Windisch Baumgarten                                      |
| ja    | Datei hochladen | Bildstock HERIS-ID: 10564 Objekt-ID: 6623                                           | Windisch Baumgarten 92, nördlich Standort KG: Windisch Baumgarten | Am östlichen Ortsausgang von Windisch Baumgarten befindet sich ein schlichter Bildstock. Der Bildstock wurde 2018 restauriert. | BDA-Hist.: Q38073210 Status: § 2a Stand der BDA-Liste: 2025-06-30 Name: Bildstock GstNr.: 2433/3 Bildstock Windisch Baumgarten, Gemeinde Zistersdorf                                  |
| ja    | Datei hochladen | Wallfahrtskirche Maria Moos HERIS-ID: 10568 Objekt-ID: 6627                         | gegenüber Bahnstraße 6 Standort KG: Zistersdorf                   | Die Wallfahrtskirche Maria Moos wurde im 12. Jahrhundert durch Albero III. von Kuenring anstelle eines frühmittelalterlichen Brunnenheiligtums als romanische Ostturmkirche errichtet, im 13. und 14. Jahrhundert gotisch erweitert und im 17. Jahrhundert barockisiert. Der breitgelagerte Bau hat ein mächtiges Satteldach, einen hohen Ostturm, eine schlichte Westfassade und ein Rechteckportal mit bekrönendem Sprenggiebel. | BDA-Hist.: Q30014562 Status: § 2a Stand der BDA-Liste: 2025-06-30 Name: Wallfahrtskirche Maria Moos GstNr.: 614 Wallfahrtskirche Maria Moos                                           |
| ja    | Datei hochladen | Pestsäule HERIS-ID: 10570 Objekt-ID: 6629                                           | bei Dreifaltigkeitsgasse 3 Standort KG: Zistersdorf               | In der Stadtmitte steht eine hohe korinthische Säule mit Maria Immaculata umgeben von Putten und Wolken, von einer Dreifaltigkeitsgruppe bekrönt und mit Reliefs der Heiligen Augustinus, Rosalia und Ambrosius am Sockel. An den Eckvoluten sind Figuren der Heiligen Rochus, Sebastian, Karl Borromäus und Johannes Nepomuk zu sehen. Das Denkmal ist inschriftlich bezeichnet mit 1747. | BDA-Hist.: Q38073310 Status: § 2a Stand der BDA-Liste: 2025-06-30 Name: Pestsäule GstNr.: 4262/1 Plague column, Zistersdorf                                                           |
| ja BW | Datei hochladen | Friedhof mit Verwaltungsgebäude und Kapelle HERIS-ID: 10577 Objekt-ID: 6636         | Friedhofgasse 41 Standort KG: Zistersdorf                         | Der Friedhof mit neobarocker Kapelle mit Glockendach befindet sich nordwestlich der Stadt auf dem Wenzelsberg. | BDA-Hist.: Q38073523 Status: § 2a Stand der BDA-Liste: 2025-06-30 Name: Friedhof mit Verwaltungsgebäude und Kapelle GstNr.: 1401/3 Friedhof Zistersdorf                               |
| ja    | Datei hochladen | Bildstock HERIS-ID: 10573 Objekt-ID: 6632                                           | bei Hanggasse 14 Standort KG: Zistersdorf                         | Der spätgotische Pfeiler mit Tabernakelaufsatz ist mit 1510 bezeichnet. | BDA-Hist.: Q38073418 Status: § 2a Stand der BDA-Liste: 2025-06-30 Name: Bildstock GstNr.: 4274/1 Pfeiler 1510, Zistersdorf                                                            |
| ja    | Datei hochladen | Wohn- und Gasthaus HERIS-ID: 10815 Objekt-ID: 6878                                  | Hauptstraße 7 Standort KG: Zistersdorf                            | Der zweigeschoßige Bau aus dem letzten Viertel des 18. Jahrhunderts hat eine schlichte Fassade, einen schmalen zentralen Flur, innen Platzlgewölbe mit Gurten, Stuckdekor und ein einarmiges Stiegenhaus. | BDA-Hist.: Q38081757 Status: Bescheid Stand der BDA-Liste: 2025-06-30 Name: Wohn- und Gasthaus GstNr.: 113                                                                            |
| ja    | Datei hochladen | ATIB-Moschee, ehem. Bürgerspital HERIS-ID: 10814 Objekt-ID: 6877                    | Hauptstraße 13 Standort KG: Zistersdorf                           | Der zweigeschoßige Barockbau des 18. Jahrhunderts hat einen Baukern aus dem 17. Jahrhundert, ein umlaufendes Putzband, im ersten Geschoß eine Pilastergliederung, schlichte Fenster, Faschen und gerade Verdachungen. Die Räume im Erdgeschoß sind kreuzgratgewölbt. Die seitliche Tormauer verfügt über ein Rundbogenportal. | BDA-Hist.: Q38081642 Status: Bescheid Stand der BDA-Liste: 2025-06-30 Name: Wohnhaus, ehem. Bürgerspital GstNr.: 118/1 Bürgerspital Zistersdorf                                       |
| ja    | Datei hochladen | Figurenbildstock hl. Johannes Nepomuk HERIS-ID: 10572 Objekt-ID: 6631               | bei Hauptstraße 17 Standort KG: Zistersdorf                       | Im Westen der Stadt vor dem Polizeigebäude steht auf einem barocken Sockel, der mit 1729 bezeichnet ist, eine Steinfigur des heiligen Johannes Nepomuk. | BDA-Hist.: Q38073383 Status: § 2a Stand der BDA-Liste: 2025-06-30 Name: Figurenbildstock hl. Johannes Nepomuk GstNr.: 4262/2                                                          |
| ja    | Datei hochladen | Barocke Figur Maria Immaculata HERIS-ID: 10578 Objekt-ID: 6637                      | bei Hauptstraße 22 Standort KG: Zistersdorf                       | Die barocke Figur Maria Immaculata auf Steinkonsole ist ein Werk aus dem 18. Jahrhundert. | BDA-Hist.: Q38073560 Status: Bescheid Stand der BDA-Liste: 2025-06-30 Name: Barocke Figur Maria Immaculata GstNr.: 29                                                                 |
| ja    | Datei hochladen | Altes Rathaus, Bezirksgericht HERIS-ID: 10571 Objekt-ID: 6630                       | Hauptstraße 35 Standort KG: Zistersdorf                           | Das Alte Rathaus ist ein langgestreckter, zweigeschoßiger Bau mit Glockenturm, späthistoristischer Fassade aus dem letzten Viertel des 19. Jahrhunderts, Turmfassade, Pilastergliederung, einem Zwiebelhelm mit Doppeladler und einem zentralen Stadtwappen, flankiert von barocken Figuren der Fortuna und Justitia (?). | BDA-Hist.: Q38073351 Status: § 2a Stand der BDA-Liste: 2025-06-30 Name: Altes Rathaus, Bezirksgericht GstNr.: 132 Former Town Hall (Zistersdorf)                                      |
| ja    | Datei hochladen | Ehem. Meierhof/Wirtschaftsgebäude HERIS-ID: 13397 Objekt-ID: 9576                   | Im Meierhof 1 Standort KG: Zistersdorf                            | Östlich vom Stadtschloss sind Reste der ehemaligen Meierhofanlage des 18. Jahrhunderts erhalten geblieben. Die im Laufe der Zeit stark veränderten Gebäude sind überwiegend zweigeschoßig. | BDA-Hist.: Q38177327 Status: § 2a Stand der BDA-Liste: 2025-06-30 Name: Ehem. Meierhof/ Wirtschaftsgebäude GstNr.: 3/1 Meierhof (Zistersdorf)                                         |
| ja    | Datei hochladen | Bürgerhaus HERIS-ID: 10574 Objekt-ID: 6633                                          | Kirchenplatz 15 Standort KG: Zistersdorf                          | Der zweigeschoßige Bau aus der zweiten Hälfte des 18. Jahrhunderts hat eine schlichte Fassade mit umlaufendem Kordongesims, eine barocke Figur Maria Immaculata auf Wolkenkonsole mit Putten und in einer Nische eine barocke Figur des hl. Nikolaus. Die Räume im Erdgeschoß verfügen über Stichkappen- und Kreuzgratgewölbe. | BDA-Hist.: Q38073448 Status: Bescheid Stand der BDA-Liste: 2025-06-30 Name: Bürgerhaus GstNr.: 60                                                                                     |
| ja    | Datei hochladen | Pfarrhof HERIS-ID: 10567 Objekt-ID: 6626                                            | Kirchenplatz 18 Standort KG: Zistersdorf                          | Der vierflügelige, zweigeschoßige Pfarrhof – ein ehemaliges Franziskanerkloster in unmittelbarem Anschluss an die Kirche – umschließt einen quadratischen Hof. Er wurde 1627–1640 erbaut und Anfang des 19. Jahrhunderts umgestaltet. Die schlichte Fassade mit breiter Lisenengliederung hat über dem Korbbogenportal ein mit 1820 bezeichnetes Zwettler Stiftswappen. Die Fenster im Erdgeschoß haben schmiedeeiserne Gitter aus dem ersten Viertel des 18. Jahrhunderts. Die Hoffassade verfügt über eine kräftige Pilastergliederung und ein betontes Kranzgesims. Die hofseitig gelegenen Gänge waren ursprünglich vermutlich offen und sind mit schweren Kreuzgratgewölben auf Gesimskonsolen ausgestattet. Der Festsaal im Obergeschoß weist ein Muldengewölbe auf und ist an den Wänden von Anfang des 19. Jahrhunderts geschaffenen Fresken mit Landschaftsidyllen dekoriert. Zur Ausstattung zählen ein barockes Bild des hl. Georg, eine barocke Figur des hl. Florian, ein Missionskreuz aus der ersten Hälfte des 18. Jahrhunderts und eine Marmorpietà aus dem 17. Jahrhundert. | BDA-Hist.: Q38073259 Status: § 2a Stand der BDA-Liste: 2025-06-30 Name: Pfarrhof GstNr.: 80 Pfarrhof Zistersdorf                                                                      |
| ja    | Datei hochladen | Stadtpfarrkirche Kreuzerhöhung HERIS-ID: 10566 Objekt-ID: 6625                      | Kirchenplatz 18 Standort KG: Zistersdorf                          | Die Stadtpfarrkirche Kreuzerhöhung, erbaut 1627–1640, ist eine ehemalige Franziskanerkirche mit einem direkt daran anschließenden ehemaligen Kloster, das heute als Pfarrhof genutzt wird. Sie verfügt über einen mächtigen, barocken Baukörper mit hochgezogener Nordfassade, eine Kolossalpilastergliederung mit reich verkröpftem Kranzgesims, ein schlichtes Rechteckportal, Rundbogenfenster und einen bekrönenden Volutengiebel mit Dreieckabschluss. Das schlicht gestaltete Langhaus mit hochliegenden Lünettenfenstern ist zum Teil in den Klosterbau miteinbezogen. Im Nordosten steht ein hoher Turm mit polygonalem Schallgeschoß und rundbogigen Schallfenstern. | BDA-Hist.: Q38073251 Status: § 2a Stand der BDA-Liste: 2025-06-30 Name: Stadtpfarrkirche Kreuzerhöhung GstNr.: 82 Stadtpfarrkirche Zistersdorf                                        |
| ja    | Datei hochladen | Figurenbildstöcke hll. Johannes Nepomuk und Florian HERIS-ID: 10576 Objekt-ID: 6635 | bei Kirchenplatz 18 Standort KG: Zistersdorf                      | Links und rechts der Kirche befinden sich barocke Steinfiguren der hll. Johannes Nepomuk und Florian. Anmerkung: Der Standort bezieht sich auf die Statue des hl. Nepomuk. Der Florian befindet sich ca. 20 m westlich davon. | BDA-Hist.: Q38073483 Status: § 2a Stand der BDA-Liste: 2025-06-30 Name: Figurenbildstöcke hll. Johannes Nepomuk und Florian GstNr.: 4268                                              |
| ja    | Datei hochladen | Kriegerdenkmal HERIS-ID: 11409 Objekt-ID: 7501                                      | nördlich Moosgasse 23, vor der Kirche Standort KG: Zistersdorf    | Vor der Wallfahrtskirche Maria Moos steht ein Denkmal der Stadtgemeinde für die Gefallenen der beiden Weltkriege. | BDA-Hist.: Q38099778 Status: § 2a Stand der BDA-Liste: 2025-06-30 Name: Kriegerdenkmal GstNr.: 614 Kriegerdenkmal, Zistersdorf                                                        |
| ja    | Datei hochladen | Sog. Pulverturm samt anschließender Stadtmauer HERIS-ID: 11408 Objekt-ID: 7500      | Naglergasse 16 Standort KG: Zistersdorf                           | Der sogenannte Pulverturm ist ein Teil der mittelalterlichen Stadtbefestigung. | BDA-Hist.: Q38099734 Status: Bescheid Stand der BDA-Liste: 2025-06-30 Name: Sog. Pulverturm samt anschließender Stadtmauer GstNr.: 353                                                |
| ja    | Datei hochladen | Stadtbefestigung HERIS-ID: 10565 Objekt-ID: 6624                                    | bei Naglergasse 16 Standort KG: Zistersdorf                       | Die mittelalterliche Stadtbefestigung – eine bewehrte Ringmauer über terrainbedingt ovalem Grundriss – war ursprünglich von einem Wall und einem Graben umgeben. Ab 1723 wurde der äußere Mauerbereich verbaut. Anfang des 19. Jahrhunderts wurden die Wälle abgetragen, der Graben zugeschüttet und die Tore abgebrochen. Dabei wurde der Turm des südwestlichen Tors in die Stadtburg miteinbezogen. An der Nord- und Westseite ist die Mauer durchgehend erhalten, aber zum Teil verbaut und durch jüngere Einbrüche gestört. An der Nordseite liegt das sogenannte Jüngere Tor mit einer Treppenanlage, die zum Alten Markt führt. | BDA-Hist.: Q38073245 Status: § 2a Stand der BDA-Liste: 2025-06-30 Name: Stadtbefestigung GstNr.: 224/1, 224/2, 270, 288, 313/2, 344, 359/1, 359/2, 359/3 Stadtbefestigung Zistersdorf |
| ja    | Datei hochladen | Sog. Brotlaibsäule HERIS-ID: 13398 Objekt-ID: 9577                                  | bei Neustiftgasse 3 Standort KG: Zistersdorf                      | Die sogenannte Brotlaibsäule, eine etwa drei Meter hohe Vierpasssäule aus Sandstein mit zweistufiger Fußplatte, erhebt sich südöstlich des Ortskerns von Zistersdorf. Ihr genaues Alter ist nicht bekannt; die Schrift- oder Zahlzeichen auf dem obersten Segment sind bis zur Unleserlichkeit verwittert. Eine Legende verweist auf das frühe 18. Jahrhundert als Entstehungszeit. | BDA-Hist.: Q38177337 Status: § 2a Stand der BDA-Liste: 2025-06-30 Name: Sog. Brotlaibsäule GstNr.: 4278/1 Brotlaibsäule (Zistersdorf)                                                 |
| ja    | Datei hochladen | Ehem. Stadtschloss Zistersdorf/Berufsschule HERIS-ID: 10569 Objekt-ID: 6628         | Schloßplatz 1 Standort KG: Zistersdorf                            | Die Vierflügelanlage im Südwesten der Stadt wurde urkundlich erstmals 1278 erwähnt, stand bis 1355 unter der Herrschaft der Kuenringer und wurde im Laufe der Zeit bei häufigem Besitzerwechsel mehrmals verändert. Die überwiegend zweigeschoßigen Bauten umschließen einen leicht verzogenen Rechteckhof. Zum Teil sind noch die mittelalterlichen Grundmauern erhalten. Heute beherbergt der Komplex eine Berufsschule. | BDA-Hist.: Q38073286 Status: Bescheid Stand der BDA-Liste: 2025-06-30 Name: Ehem. Stadtschloss Zistersdorf/Berufsschule GstNr.: 301/3 Berufsschule, Zistersdorf                       |